# Cypress Peak
Cypress Peak är en bergstopp i Kanada.   Den ligger i provinsen British Columbia, i den sydvästra delen av landet, 3 500 km väster om huvudstaden Ottawa. Toppen på Cypress Peak är 2 083 meter över havet, eller 1 139 meter över den omgivande terrängen. Bredden vid basen är 11,2 km.
Terrängen runt Cypress Peak är huvudsakligen bergig, men den allra närmaste omgivningen är kuperad.Trakten runt Cypress Peak är nära nog obefolkad, med mindre än två invånare per kvadratkilometer.. Det finns inga samhällen i närheten.
I omgivningarna runt Cypress Peak växer i huvudsak blandskog.